# Deutsches Kleingärtnermuseum

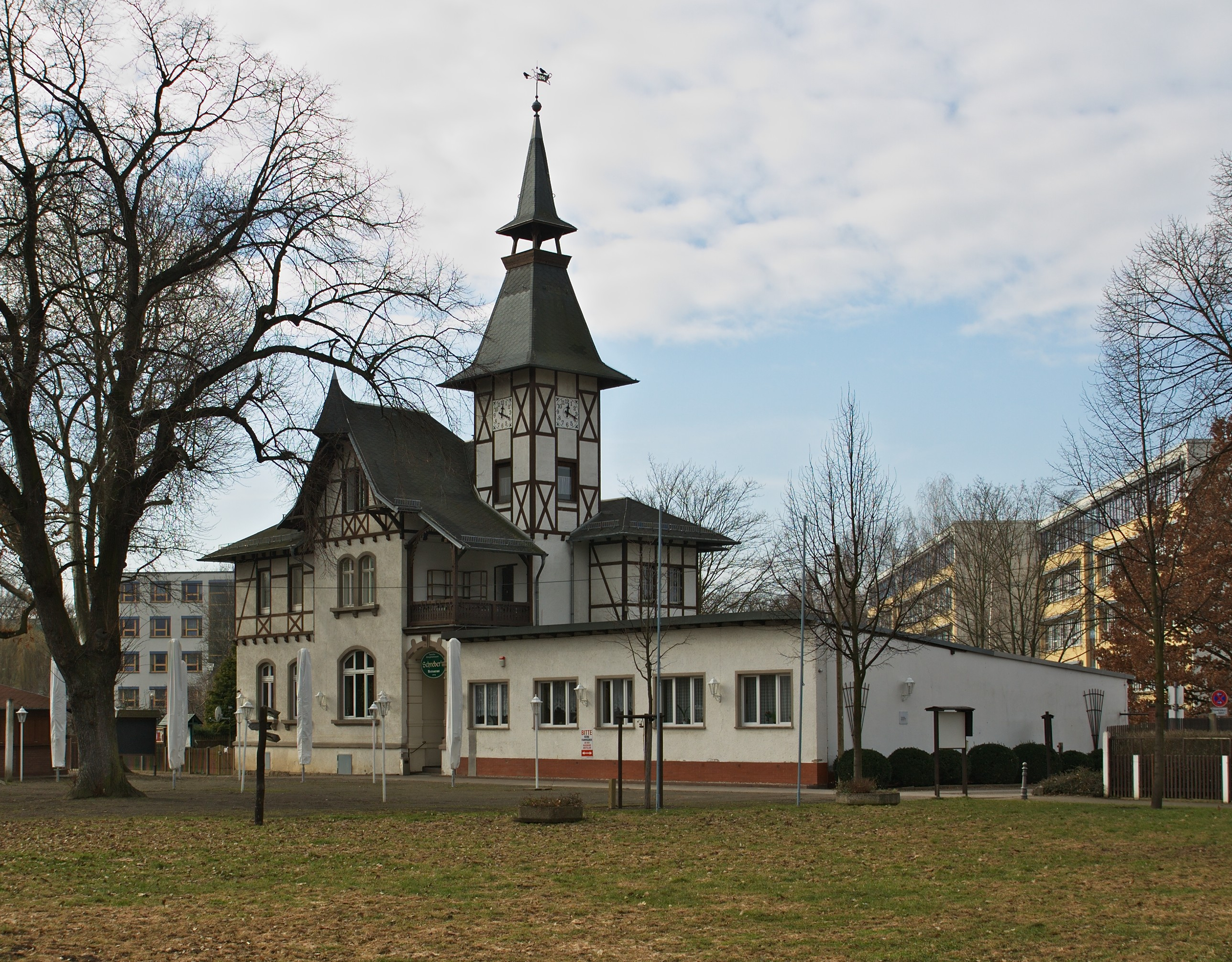
Deutsches Kleingärtnermuseum im Kleingärtnerverein „Dr. Schreber e.V.“ in Leipzig.

Das Deutsche Kleingärtnermuseum ist ein Museum in Leipzig, das die deutsche Kleingärtnerbewegung und ihre Geschichte dokumentiert.

## Ausstellung
Das Museum zeigt in seiner Dauerausstellung „Deutschlands Kleingärtner – vom 19. zum 21. Jahrhundert“ die Entwicklung des deutschen Kleingartenwesens, beginnend mit der Gründung des ersten Kleingärtnervereins 1814 in Kappeln über die Konstituierung des internationalen Kleingärtnerverbandes 1921 bis hin zur Gegenwart. Dabei werden Ursprünge und historische Entwicklungslinien aufgezeigt: z. B. die Armengärten, die Naturheilbewegung, die Schreberbewegung, die Gärten von Betrieben und Institutionen, die Berliner Laubenkolonisten und die Arbeitergärten vom Deutschen Roten Kreuz. Darüber hinaus wird der Kleingärtner-Alltag sowie die Organisation des Kleingartenwesens in Vereinen und Verbänden dokumentiert.
Als Exponate dienen Schrift- und Fotodokumente, Medaillen, Vereinsfahnen, Pokale, das Modell einer Gartenlaube mit Einrichtungsgegenständen aus der Zeit um 1900, Modelle von Gartenanlagen und Kleingärten, historische Gartengeräte u. a.
Zum Museum gehört auch ein Museumsgarten mit einer der ältesten Gartenlauben Deutschlands, die 1880 dort errichtet wurde, ein Ausstellungsgarten mit vier historischen sächsischen Gartenlauben aus der Zeit von 1890 bis 1920 sowie ein Garten, der die Zeit um 1980 in der DDR präsentiert.
Inmitten der unter Denkmalschutz stehenden Gartenanlage des KGV. Dr. Schreber befindet sich ebenso ein Kinderspielplatz mit historischen Spielgeräten. Am Ort befindet sich außerdem die Gaststätte „Schreber’s Restaurant und Biergarten“.
Das Museum selbst befindet sich an historischer Stätte: im Vereinshaus des weltweit ersten Schrebervereins, der nach dem Leipziger Arzt Moritz Schreber benannt und 1864 gegründet wurde und noch heute als Kleingärtnerverein „Dr. Schreber“ existiert.
Das Museum erarbeitet und publiziert als `Wissenschaftliche Schriftenreihe` Untersuchungen zu geschichtlichen Themenbereichen der Kleingartengeschichte.
Darüber hinaus finden regelmäßig Veranstaltungen statt.

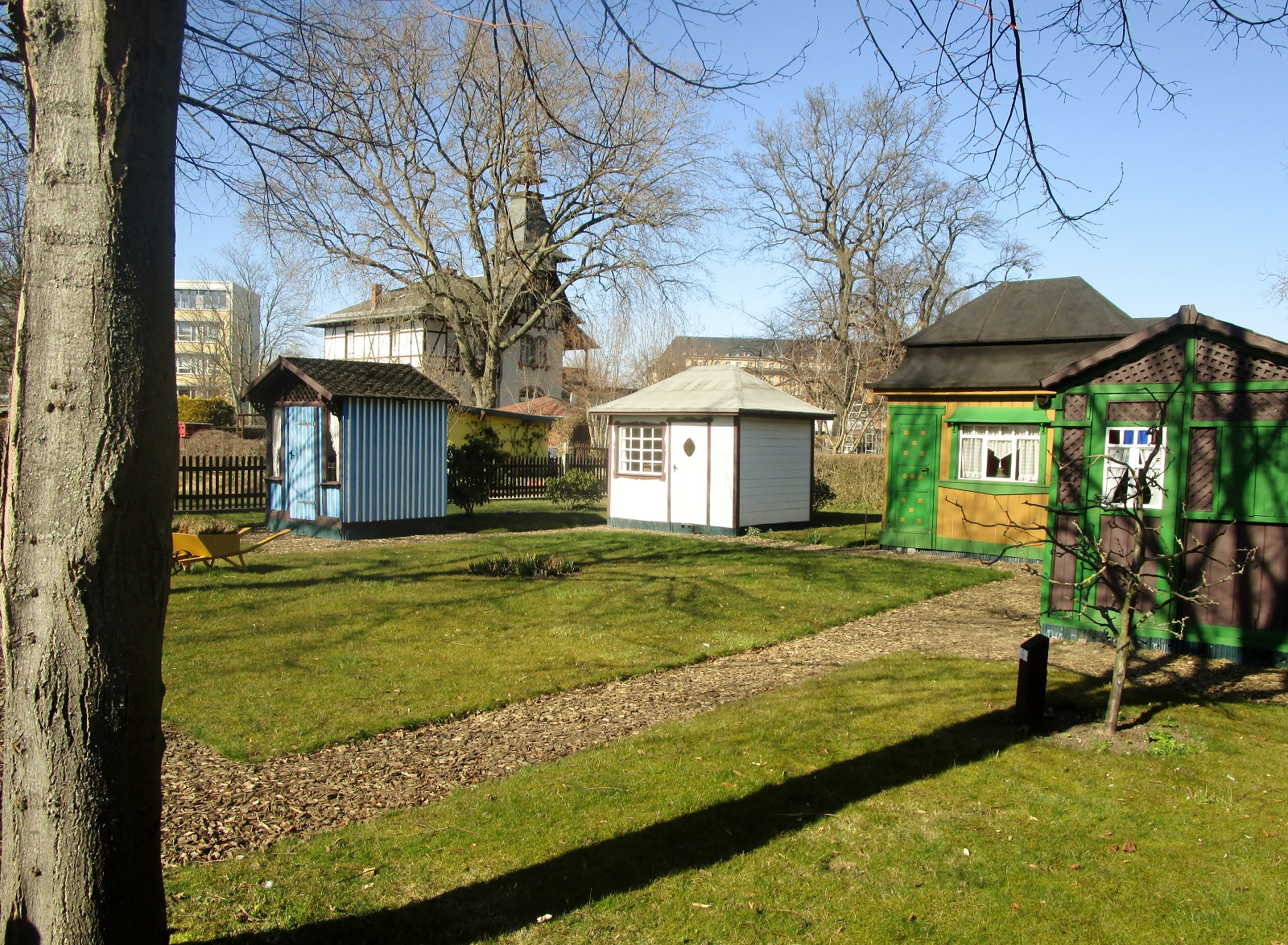
Deutsches Kleingärtnermuseum Leipzig
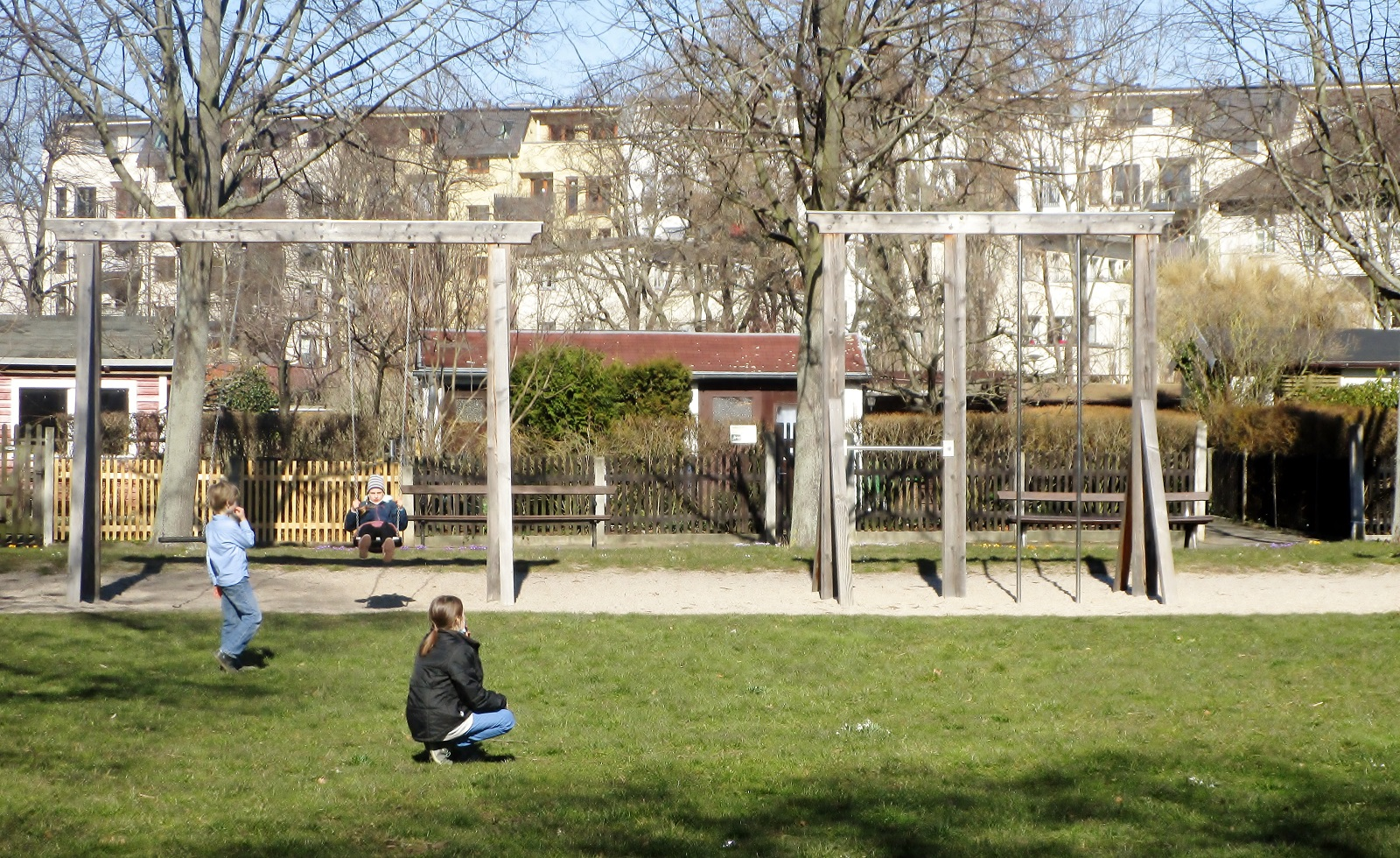
Kinderspielplatz mit historischen Spielgeräten
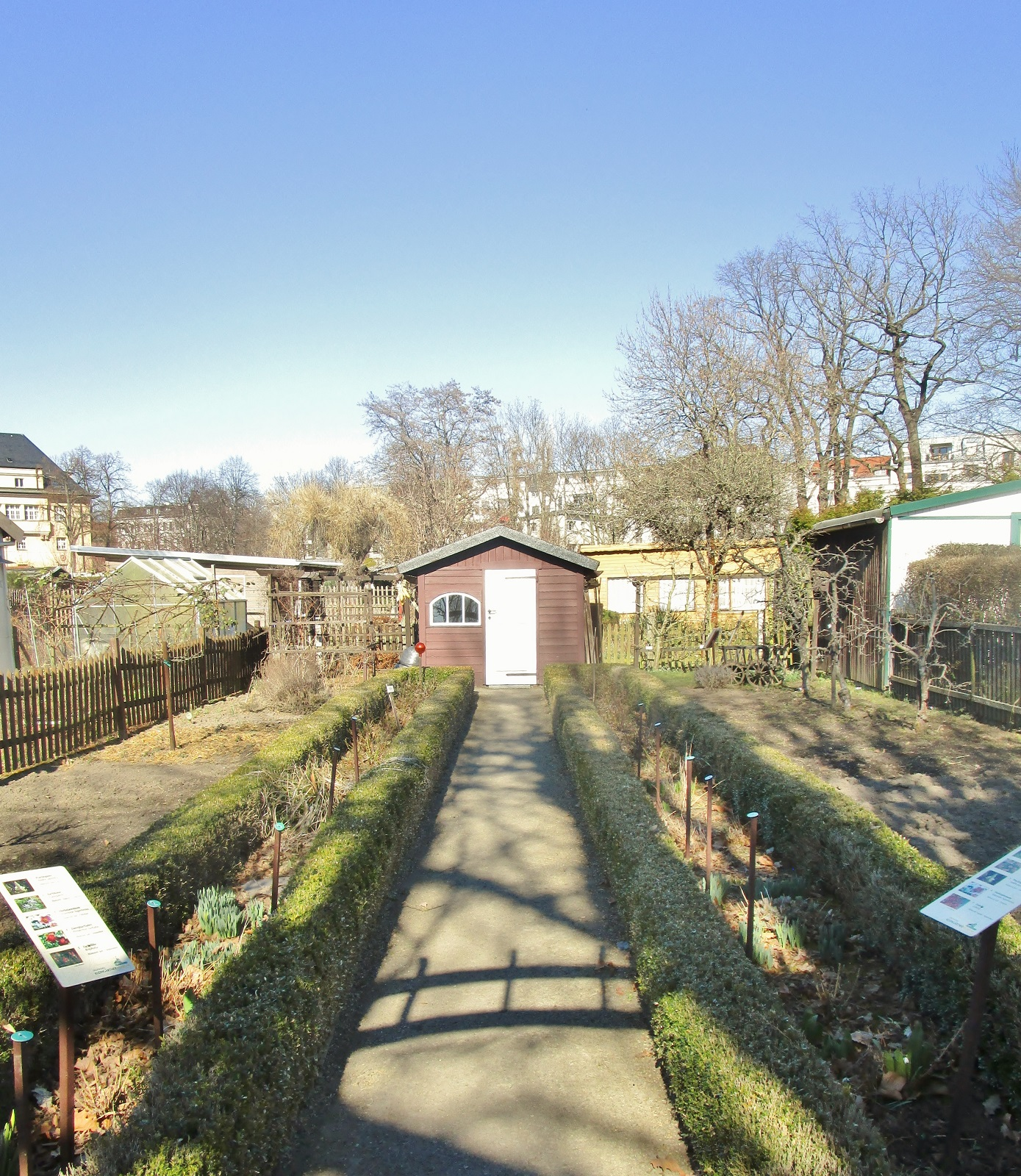
Kleingarten um 1900
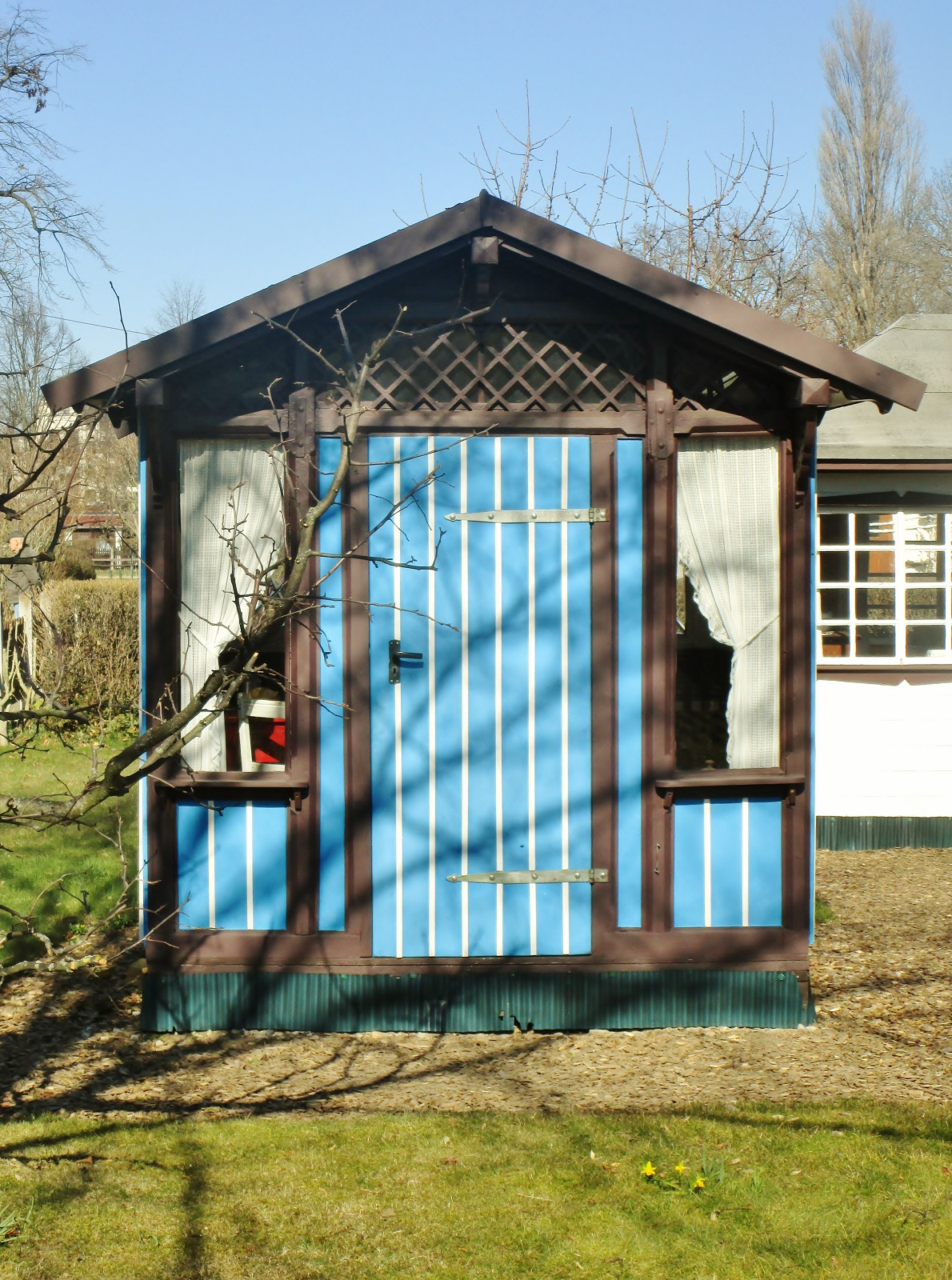
Krause-Laube

## Geschichte des Museums
1991 entstand die Idee, im vereinigten Deutschland ein Kleingärtnermuseum an zentraler Stelle einzurichten. Am 12. Februar 1992 wurde der Förderverein Deutsches Kleingärtnermuseum in Leipzig e.V. gegründet. Mit Fördermitteln des Bundes, des Landes Sachsen, der Stadt Leipzig und mit Hilfe zahlreicher Spenden von Kleingärtnern, Vereinen und Kleingärtnerverbänden aus allen Teilen Deutschlands wurde die umfassende Sanierung und Rekonstruktion des 1896 errichteten und unter Denkmalschutz stehenden Vereinsgebäudes des Kleingärtnervereins „Dr. Schreber“ in Angriff genommen. Die Fertigstellung des Gebäudes erfolgte 1993. Das Museum wurde am 23. August 1996 im Rahmen des XXX. Kongresses des internationalen Kleingärtnerverbandes eröffnet.

## Belege
1. ↑  Susanne Gatz: Kleingartenidylle nach Dr. Schreber. In: diesselbe (Hrsg.): Leipzigs geheime Gärten. 1. Auflage. Jaron Verlag, Berlin 2018, ISBN 978-3-89773-431-9, S. 32 ff.
2. ↑  MuseumsShop (Memento vom 26. Februar 2021 im Internet Archive)

Koordinaten: 51° 20′ 22″ N, 12° 21′ 25″ O